# Interimdividend
Interimdividend is een voorschot op het uiteindelijke dividend. Dit dividend wordt al voor afsluiting van het boekjaar uitgekeerd. Het management van het bedrijf gaat vaak tot deze actie over wanneer er gedurende het boekjaar blijkt dat het huidige boekjaar afgesloten gaat worden met een grote winst. Het management wil hiermee de aandeelhouders vertrouwen geven en het is tevens een signaal dat het goed gaat met een bedrijf wat vaak resulteert in een koersstijging van het aandeel.